# 真苫駅
座標: 北緯47度41分56秒 東経142度32分58秒 / 北緯47.69889度 東経142.54944度
真苫駅（まとまえき）は、樺太豊栄郡白縫村に存在した鉄道省樺太東線の駅であった。

## 歴史
- 1927年（昭和2年）11月20日 - 樺太鉄道落合駅 - 知取駅間(170.5km)開業により設置。
- 1941年（昭和16年）
  - 3月31日 - 仮乗降場に格下げ。
  - 4月1日 - 樺太鉄道の国有化により、樺太庁鉄道東海岸線の駅となる。
- 1943年（昭和18年）4月1日 - 南樺太の内地化にともない、鉄道省（国有鉄道）に編入。同日、再び駅に昇格[1]。
- 1945年（昭和20年）8月 - ソ連軍が南樺太へ侵攻、占領し、駅も含め全線がソ連軍に接収される。
- 1946年（昭和21年）
  - 2月1日 - 日本の国有鉄道の駅としては、書類上廃止。
  - 4月1日 - ソ連国鉄に編入。

## 駅名の由来
当駅の所在する地名からであり、地名はアイヌ語の「マ・ツ・オマ・ナイ」（波打ち際で曲がっている川、帯状に続いている港）による。

## 運行状況
（1944年当時）
- 上りは大泊駅行き3本と、落合駅行き2本、下りは白浦駅行きが2本と上敷香駅行きと知取駅、敷香駅行き各1本であった。夜行列車は通過していた。

## 隣の駅
鉄道省樺太鉄道局
樺太東線
小田寒駅 - 真苫駅 - 保呂駅